# Hjkr 5 Warun
Hjälpkryssaren Warun var ett svenskt lastfartyg tillhörande Sveabolaget och som inkallades som hjälpkryssare  i svenska marinen under andra världskriget
Warun inkallades i samband med utbrottet av finska vinterkriget den 30 november 1939 och ombyggdes på Finnboda Varv. Fartyget ingick tillsammans med systerfartyget Hjkr 4 Waria i Stockholmseskadern och användes främst för eskorttjänst mellan Gotland och fastlandet. Under 1944 och 1945 tillhörde Warun Norrlandsavdelningen. Hon återlämnades till Sveabolaget 1945.

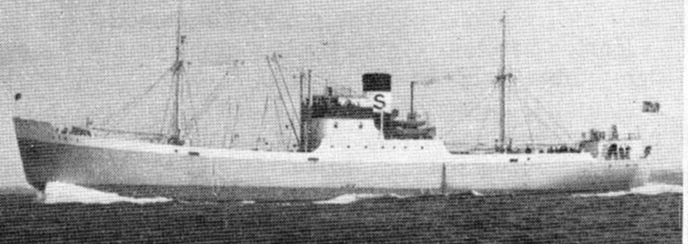
M/S Warun som lastfartyg hos Sveabolaget.